# Loreak
Loreak (Flores) es una película española rodada en euskera, estrenada en 2014 y dirigida por Jon Garaño y Jose Mari Goenaga.
Se presentó en la 62.ª edición del Festival Internacional de Cine de San Sebastián.

## Argumento
La vida de Ane da un giro cuando, semana tras semana, comienza a recibir un ramo de flores en su casa, siempre a la misma hora y siempre de manera anónima. Lourdes y Tere también se ven afectadas por unas misteriosas flores que un desconocido deposita semanalmente en memoria de alguien que fue importante en sus vidas. Las vidas de estas tres mujeres se verán alteradas por la mera presencia de unos ramos de flores que harán brotar en ellas sentimientos que parecían olvidados.

## Reparto
| Intérprete           | Personaje                            |
| -------------------- | ------------------------------------ |
| Nagore Aranburu      | Ane                                  |
| Itziar Ituño         | Lourdes                              |
| Itziar Aizpuru       | Tere                                 |
| Josean Bengoetxea    | Beñat                                |
| Egoitz Lasa          | Ander                                |
| Ane Gabarain         | Jaione                               |
| José Ramón Soroiz    | Txema                                |
| Jox Berasategi       | Jexus                                |
| Jorge Gil Munarriz   | Repartidor de Flores 1               |
| Gotzon Sánchez       | Repartidor de Flores 2               |
| Mikel Laskurain      | Esteban                              |
| Mariasun Pagoaga     | Inaxi                                |
| Roel Vermeulen       | Bill                                 |
| Anabel Arraiza       | Miren                                |
| Kepa Errasti         | Ginecólogo                           |
| Koldo Martínez       | Responsable de Donaciones de Cuerpos |
| Leire Ucha           | Vendedora de Flores                  |
| Itziar Urretabizkaia | Vendedora de Flores                  |
| Gorka Zubeldia       | Conductor de Grúa                    |
| Aitor Odriozola      | Mikel (6 años)                       |
| Unax Odriozola       | Mikel (9 años)                       |
| Jon Elizegi          | Técnico de Refrigeración             |
| Fernando Ruiz        | Ertzaintza (voz)                     |
| Iñaki Gabarain       | Maestro (voz)                        |

## Palmarés cinematográfico
Premios Sant Jordi
| Categoría               | Resultado |
| ----------------------- | --------- |
| Mejor película española | Ganadora  |

II edición de los Premios Feroz
| Categoría                | Persona                                      | Resultado |
| ------------------------ | -------------------------------------------- | --------- |
| Mejor película dramática |                                              | Nominada  |
| Mejor dirección          | Jon Garaño y Jose Mari Goenaga               | Nominados |
| Mejor actriz de reparto  | Itziar Aizpuru                               | Ganadora  |
| Mejor guion              | Jon Garaño, Aitor Arregi y Jose Mari Goenaga | Nominados |
| Mejor música original    | Pascal Gaigne                                | Nominado  |
| Mejor cartel             |                                              | Nominada  |

70.ª edición de las Medallas del Círculo de Escritores Cinematográficos
| Categoría               | Persona         | Resultado |
| ----------------------- | --------------- | --------- |
| Mejor película          | Loreak          | Nominada  |
| Mejor actriz secundaria | Itziar Aizpuru  | Ganadora  |
| Actriz revelación       | Nagore Aramburu | Nominada  |
| Mejor fotografía        | Javier Agirre   | Nominado  |
| Mejor música            | Pascal Gaigne   | Nominado  |

XXIX edición de los Premios Goya
| Categoría             | Persona       | Resultado |
| --------------------- | ------------- | --------- |
| Mejor película        |               | Nominada  |
| Mejor música original | Pascal Gaigne | Nominado  |

Festival Internacional de Cine de Palm Springs
| Categoría          | Persona            | Resultado |
| ------------------ | ------------------ | --------- |
| Premio Cine Latino | Premio Cine Latino | Ganadora  |